# Nótár Mary
Nótár Mary, eredeti nevén Nótár Mária (Taktaharkány,[forrás?] 1985. július 2.) többszörös  Fonogram-díjas cigány származású magyar előadó, nótaénekes.

## Pályafutása
Élete nagy része egy borsodi nagyközséghez, Taktaharkányhoz és Miskolchoz kötődik. Szinte minden családtagja játszik valamilyen hangszeren. Nagyapja prímás, édesapja, Nótár Ferenc billentyűs és gitáros, ahogy Mary is. Egészen fiatal korától énekel, édesapjával sokszor fellépett.
Karrierje 2002-ben indult, miután 2001-ben egy tehetségkutatón Bódi Gusztiék felfedezték, így jelent meg első szólólemeze az Egyszer egy éjszaka. Nevével igazán a Romasztárparádé 2. című cigány előadókkal közösen készített lemez megjelenése után találkozhattunk, a rajta található Itt a piros, hol a piros száma lagzik és bálok egyik kedvelt számává vált. További két szólólemezt követve, két duettalbumot is készített Bódi Csabyval közösen Bódi Guszti Csillagai néven, amely hamarosan aranylemez lett.
2007-ben Zámbó Jimmy-díjat kapott.
A Bódi Guszti Produkcióval készített Cigánylány című lemezt követően, ami 4. toplemez volt a hivatalos magyar slágerlistán, átigazolt a Magic World Media Kft.-hez (ma SkyForce Kft.), ahol L.L. Junior-ral és Stefanoval kezdett el dolgozni, és innentől kezdve a karrierje ugrásszerűen fejlődni kezdett. 2008-ban megjelent a Hódító varázs című ötödik szólólemeze, melyen a közös produkció, az Összetart a dal a ranglisták élére került. 2009-ben megjelent hatodik szólólemeze az Érzések, amelyről egy újabb sikerdal, a Piros színű ruha lett sokak kedvence.
2010-ben produceri gárdája imázsváltás mellett döntött, így a már 10 éves múlttal rendelkező Magic World helyét átvette a SkyForce, és ennek eredménye egy új kiadvány: a Rumcsaka. Itt már a megszokottól eltérően Nótár Mary megmutatta, hogy nem csupán a mulatós stílusban tud igazán remekelni, hanem a pop világában is otthon érzi magát, ennek példája leginkább első önálló videóklipje, a Vártalak. Ezeket követte számos új korong, illetve videóklip, amelyek több ranglistán is előkelő helyet foglaltak el. Egyik legnézettebb videóklipje a Rázd meg című dalból született, ami 2018-ra meghaladta a 20 milliós nézettséget is.
A 2013-as év vége, illetve 2014 eleje sok újdonságot hozott az énekesnő számára, hiszen nagy ismeretségre tett szert a TV2-n sugárzott Sztárban sztár című műsorban, ahol a 3. helyezést érte el, illetve szintén a TV2-n a Nagy duett című műsorban Fekete László-val 4. helyezést érték el.
2016-ban a SkyForce Menedzsmenttel konfliktusossá vált a viszonya, így ettől az évtől kezdve saját magát menedzseli, szűk családi és baráti kör segítségével. Ez a szerződésbontás az ezt következő néhány évet beárnyékolta, a két fél jogi úton kívánta rendezni az ellentétet, mely a mai napig nem végződött egyértelű végkimenetellel. Ennek következtében 2020-ig a jogi kérdésesség miatt új videóklipet nem tudott akadály nélkül kiadni, saját kiadású lemezét 2018 decemberében Sorsunk hídja címmel a Story magazin melletti ajándékként lehetett csupán megvásárolni.
2020-ra sikerült egyezséget kötni a SkyForce-szal a videóklipekkel kapcsolatban, így azóta kb. 1-2 havonta vadonatúj dallal, illetve videóklippel örvendezteti meg a közönséget, illetve 20 éves pályafutását megkoronázva, Nótár Mary Produkció keretében saját zenekaros élő fellépések formájában országos nagykoncerteket adott magyar nagyvárosokban és fesztiválokon óriási közönség előtt.

## Elismerések
- Zámbó Jimmy-díj (2007)
- Fonogram díj – Az év hazai slágerzenei albuma (2014) (Jo a stílusom album)
- Fonogram díj – Az év hazai slágerzenei albuma (2015) (Mindenkinek szól album)
- Taktaharkány Nagyközség Alkotói Díja (2021)
- Fonogram díj – Az Év hazai hagyományos slágerzenei hangfelvétele (2024)  (Van pénzem de c. dal, díj megosztva Raullal)

## Diszkográfia

### Szólóalbumok
- Egyszer egy éjszaka (2002)
- Hajnal csillag (2002)
- Jeges szív (2004)
- Cigánylány (2007)
- Hódító varázs (2008)
- Érzések (2009)
- Rumcsaka (2010)
- Életvirág (2011)
- Érezd a ritmust (2012)
- Jó a stílusom (2013)
- Mindenkinek szól (2014)
- Zenebomba (2015)
- Sorsunk Hídja (2018)

### Vendégként más albumokon
- Roma Sztárparádé 1. (2002)
- Roma Sztárparádé 2. (2004)
- Sztárparádé 3. (2005)
- Csaby és Mary – Bódi Guszti Csillagai (2005)
- Bódi Guszti Csillagai 2. (Csaby & Mary) (2006)

## Klipek
- 2010 Vártalak
- 2011 Rázd meg
- 2012 Umapaeo
- 2013 Jali dali
- 2014 Jó a stílusom
- 2014 Szoszi Van
- 2014 Robi a Király
- 2015 Csók csók puszi
- 2015 Kicsi Szívem
- 2016 Síromig Szeretlek én
- 2016 Két Ász
- 2017 Hey Mr. Gigolo
- 2018 Raj Csaj
- 2020 Ez egy bolond szerelem
- 2020 Muki fia (Feat. Matyi és a Hegedűs)
- 2020 Nagyon kamavtu
- 2020 Dzsukel
- 2021 Angyal (Feat. Bódi Csabi)
- 2021 Egymilliószor
- 2021 Elfeledem
- 2021 Tequila (Feat. Kis Grófo)
- 2021 XXL a familia
- 2021 Hoppshakalaka
- 2021 Miért sírnak?
- 2021 Shukar Jakha
- 2022 Sorsunk hídja
- 2022 Accalari 2. (Feat. Pixa)
- 2022 Mindenségem
- 2022 Gyere testvér (Feat. Kökény Dani)
- 2022 Csigabiga/Rák egye ki
- 2023 Hagyjál békén
- 2023 Tábortűz/Amarici (Feat. Ruszó Tibi)
- 2024 Édes tolvaj
- 2024 Életem
- 2024 Szeretem a testvéreket
- 2025 Érted születtem (Feat. Peter Sramek)
- 2025 Ciao Bella (Feat. Aurélió x Pixa)
- 2025 Kanak Gyilabav

Vendégszereplő a klipekben:
- 2006 Bódi Csabi & Mary – Nyugtalan Érzés
- 2008 L.L. Junior, Stefano & Nótár Mary – Összetart a dal
- 2013 L.L. Junior (Feat. Nótár Mary) – Az én szívem
- 2014 L.L. Junior (Feat. Nótár Mary) – Facultas 2.
- 2021 Bódi Csabi (Feat. Nótár Mary) – Mikor mulatunk
- 2022 Pixa (Feat. Nótár Mary) – Szoszi mó
- 2023 Young G (Feat Nótár Mary) – Ajjaj
- 2023 Raul x Nótár Mary – Van pénzem, de!
- 2023 Gino (Feat. Nótár Mary) – Ne izélj má'
- 2023 Kis Grófo (Feat. Nótár Mary) – Úriasan
- 2025 Nem lennék így szét (Feat. Burai x Nótár Mary x Márió x Enzo)